# مامورو کیشیموتو
مامورو کیشیموتو (ژاپنی: 岸本 衛؛ زادهٔ ۹ اوت ۱۹۶۴) یک بازیکن فوتبال اهل ژاپن است.
از باشگاه‌هایی که در آن بازی کرده‌است می‌توان به باشگاه فوتبال جوبیلو ایواتا اشاره کرد.